# Macropis orientalis
Macropis orientalis là một loài ong trong họ Melittidae. Loài này được Michez & Patiny miêu tả khoa học đầu tiên năm 2005.